# İlhan Selçuk
İlhan Selçuk (Aydın, 11 marzo 1925 – Istanbul, 21 giugno 2010) è stato un giornalista e scrittore turco.
Nacque ad Aydın, figlio di un sottufficiale dell'esercito e fratello minore del vignettista Turhan. Si laureò in giurisprudenza all'Università di Istanbul e dopo la laurea, negli anni cinquanta, esercitò sia la professione di giornalista che quella di avvocato. Nel 1963 divenne columnist del Cumhuriyet, di cui più tardi divenne a lungo redattore capo. Fu autore anche di molti libri e racconti.
Selçuk era considerato un laico, e noto avversario del governo guidato dall'AKP. L'apice di questo scontro si raggiunse nel marzo del 2008, quando Selçuk venne arrestato nell'ambito dell'operazione portata avanti dal governo contro la presunta organizzazione sovversiva Ergenekon.
È morto il 21 giugno 2010, pochi mesi dopo il fratello, in un ospedale di Istanbul, per le complicazioni di un'ischemia che lo aveva colpito il precedente 24 gennaio.